# Com o Vaqueiro Mariano

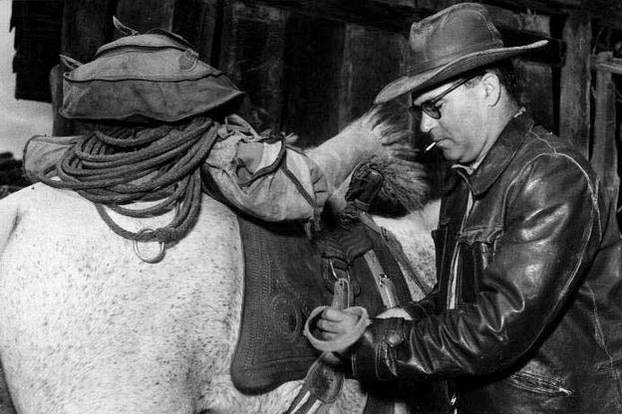
Guimarães Rosa, durante uma de suas viagens pelo sertão.

O conto Com o Vaqueiro Mariano, de Guimarães Rosa (1908 - 1967), narra a viagem que o escritor mineiro fez ao Pantanal Mato-grossense, no mês de julho de 1947, onde conheceu e entrevistou o vaqueiro José Mariano da Silva, na Fazenda Firme, no distrito de Nhecolândia. Embora incluído em um livro de contos, Com o vaqueiro Mariano não é propriamente um conto, uma ficção; é antes uma entrevista-retrato, uma reportagem poética, um relato de viagem.
O relato foi publicado, em uma primeira versão, em três partes, no jornal Correio da Manhã, no período de 26 de outubro de 1947 a 7 de março de 1948. Na forma de livro foi publicado inicialmente em 1952, pela Edições Hipocampo (Niterói) e atualmente o texto está incluído no livro Estas Estórias, volume publicado postumamente, em 1969, pela Livraria José Olympio Editora, sob a coordenação do tradutor e revisor Paulo Rónai. A edição mais recente foi publicada pela Global Editora, em 2020.
A publicação da entrevista no jornal Correio da Manhã, na edição de 26 de outubro de 1947, comprova a data da viagem ao Pantanal Mato-grossense, realizada no mês de julho daquele ano, como indica o autor na abertura do conto.

Sobre o conto Com o vaqueiro Mariano, o professor e crítico literário Paulo Rónai, faz os seguintes comentários, no livro "Rosa e Rónai: o universo de Guimarães Rosa por Rónai, seu maior decifrador":
O otimismo do lado solar de Rosa é que alimenta também a entrevista-retrato "Com o vaqueiro Mariano"; nele o narrador, já homem feito, já escritor ilustre, conta com entusiasmo contagiante a sua visita ao Mato Grosso e a sua idas e lidas ao lado do vaqueiro Mariano, poeta instintivo, intocado pela cultura. Nesse laboratório ao ar livre do Pantanal faz-nos assistir a suas experiências de antropomorfismo linguístico, aplicado não, como nas mitologias antigas, aos deuses e sim aos animais; partilha conosco seus êxtases de exilado urbano ao redescobrir mais uma vez o éden da primária vida pastoril.  

## Sinopse
Na abertura da entrevista, publicada no livro Estas Estórias, da Global Editora, o escritor mineiro indica as referências geográficas do acontecimento e apresenta o vaqueiro Mariano, - "meu amigo" - com quem conversou "para aprender mais, sobre a alma dos bois".
"Em julho, na Nhecolândia, Pantanal de Mato Grosso, encontrei um vaqueiro que reunia em si, em qualidade e cor, quase tudo o que a literatura empresta esparso aos vaqueiros principais. Típico, e não um herói, nenhum. (...) Mas denso, presente, almado, bom-condutor de sentimentos, crepitante de calor humano, governador de si mesmo; e inteligente. Essa pessoa, este homem, é o vaqueiro José Mariano da Silva, meu amigo. Começamos por uma conversa de três horas, à luz de um lampião, na copa da Fazenda Firme. Eu tinha precisão de aprender mais, sobre a alma dos bois, e instigava-o a fornecer-me factos, casos, cenas. Enrolado no poncho, as mãos plantadas definitivamente na toalha da mesa, como as de um bicho em vigia, ele procurava atender-me".
Rosa ouve o vaqueiro, em um primeiro encontro de três horas. Mariano contou da alma dos bois e do seu trabalho de vaqueiro, dos perigos que passou, das horas sofridas. Principiou falando do boi Carocongo e do garrote Guabirú ("que quando chegava em casa, de tardinha, berrava nove vezes e só por isso não o matavam"). Conhecedor da alma e dos sentimentos dos bois, Mariano observou: " - Tem boi que pode tomar ódio de uma pessoa....". Outros, como o boi preto, "em noite muito preta entende o cochicho da gente..."
O vaqueiro falou da onça parda, que come bezerro no campo. Dos rebanhos insulados, apertados pelas inundações do Pantanal. Do touro jaguarê que, humilhado pelos homens, "morreu lá, de raiva, de vergonha, de tristeza...". Contou do dia em que foi atacado por um touro enorme, um vulto que vinha saindo da nuvem vermelha, de pó de terra. Falou da travessia de uns bois no Rio Negro. "Pois foi aí, num rasgado, que eu espiei um boi ficar louco, perto de mim, de jeito medonho. Piranha tinha dado nele!"
Esta primeira parte da entrevista termina com uma narrativa dramática. Mariano fala do dia em que a boiada, uma tropa de trezentas rêses, ficou cercada pelo fogo. "Mas, de pancada, tudo parou: gritaram, adiante, e eu vi o fogaréu. Aí era fumaça, mesmo, e as lavaredas correndo, feio, em nossa frente, numa largura enorme, vindo p'ra cima de nós. Era uma queimada...". O vaqueiro Mariano, ao descrever a queimada, usa uma expressão inusitada: era "um fogo onça".
Na segunda parte do seu relato, Rosa descreve o amanhecer no Pantanal. "Me levantei às quatro, para ver o Pantanal em madrugada e manhã". Foi até o curral ver os bezerros, "com seus olhos de fósforo". Bezerros desamparados, separados das mães, clamando pelo leite e calor que lhes pertencem. A noite se esvai, "por escoo" e as vacas começam a chegar, tangidas pelo vaqueiro Mariano. O céu passa de cinzento, cor de pedra e água, para um esverdeado.

Na úlitma parte do relato, o escritor mineiro narra suas andanças com o vaqueiro Mariano para conhecer os campos da fazenda Firme. Rosa no Bariguí, cavalo de vaquejada, de pouco conforto, e Mariano montado no Rapirrã. "Só as nove da manhã pudemos sair para o campo, onde Mariano ia mostrar-me, de verdade, como é que se tratam, sob o céu, bois e vaqueiros. Para nós servia qualquer direção, porque o Pantanal é um mundo e cada fazenda um centro". Neste passeio Rosa viu o Mariano laçar um garrote malhado e descreveu a maestria do vaqueiro:
"Ergueu o braço e baraço; abanou sobre sua cabeça o brinquedo brutal aberto da laçada; girou, fez um galeio. O garrote virou a cara. E assoviou um siflo: a corda foi no ar e cingiu o alvo: o tourete sentou, se debatia. Já Mariano regalopava, rodeando-o e redando o laço, para prendê-lo mais. Três voltas. O boieco caíra, enleado, paralisou-se. E Rapirrã tomava modo de aguentar, como bom cavalo virtuoso, mestre no vaquejo. Quando me cheguei, Mariano já desmontara, e apalpava o prisioneiro".

## Inspiração: as viagens pelo sertão
Guimarães Rosa, diplomata e escritor, foi um mestre da ficção, escrevendo contos e romances. Descreveu como poucos o sertão brasileiro, com sua linguagem singular e mágica. Uma linguagem calibrada, nas palavras do poeta Manoel de Barros. Para compor o seu trabalho literário, Rosa fez pesquisas de campo, foi conhecer os cenários e seus personagens no mundo real, lá no sertão. Assim, realizou muitas viagens pelo Brasil e pelo exterior e dessas viagens resultaram anotações, muitas comprovadamente utilizadas em suas criações literárias, conforme anota Cecília de Lara (IEB-USP), no artigo João Guimarães Rosa na França: anotações do diário de Paris, publicado em 1989.
Pelo interior do Brasil, o escritor viajou, em 1947, para Paraopeba e Cordisburgo, sua terra natal, e, no mesmo ano, conheceu o Pantanal Mato-grossense. Em 1952 viajou para a fazenda Sirga, na cidade de Três Marias, em Minas Gerais; no mesmo ano esteve em Caldas do Cipó, onde, como representante do Itamaraty, organizou uma visita do presidente Getúlio Vargas à cidade e participou de uma "concentração de vaqueiros e vaquejadas".

#### Guimarães Rosa e Manoel de Barros: um encontro notável (1947)
Além da entrevista com o vaqueiro Mariano, na Fazenda Firme, no Pantanal Mato-grossense, Rosa teve um outro encontro memorável: foi recebido e teve como uma espécie de guia - que o iniciou nos mistérios do Pantanal -, o poeta Manoel de Barros. É o que revela Paulo Ribeiro, no ensaio O livro que surgiu de um encontro entre Guimarães Rosa e Manoel de Barros, publicado no site São Paulo Review, dedicado às artes e literatura no Brasil.

#### Conduzindo uma boiada no sertão mineiro (1952)

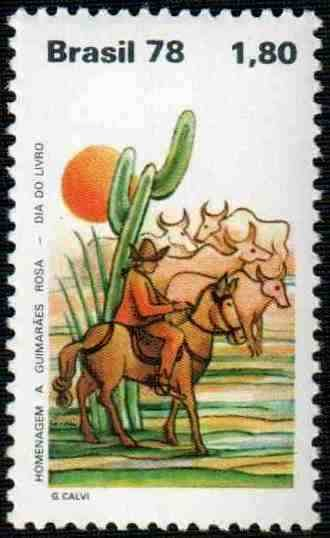
Homenagem dos Correios a Guimarães Rosa, em 1978, com a circulação de um selo comemorativo ao Dia do Livro.

Em 1952 Rosa foi para a cidade mineira de Três Marias, onde acompanhou uma boiada – conduzida pelo vaqueiro Manuelzão – numa viagem de 240 quilômetros pelo sertão de Minas Gerais, desde a fazenda Sirga até Araçaí, ao longo de dez dias. No ensaio Há 70 anos, Guimarães Rosa fazia anotações sobre uma boiada, publicado no JORNAL DA USP, Mariana Carneiro descreve a viagem de Rosa e o seu cuidado com as anotações e registros:
Enquanto seguia com o rebanho em sua lenta marcha, Rosa registrou o que via em cadernetas penduradas no pescoço, que conservaram suas anotações em forma de rabiscos e comentários soltos. Os escritos, que descrevem com minúcias os cenários e situações vividas naquela ocasião, foram depois datilografados e serviram de base para duas das mais importantes obras do escritor, Corpo de Baile e Grande Sertão: Veredas, ambas lançadas em 1956.
A viagem foi registrada pela revista O Cruzeiro, na reportagem "Um escritor entre seus personagens", publicada na edição 36 do ano de 1952. Mais tarde a viagem a Três Marias foi registrada no documentário Sujeito oculto na rota do Grande Sertão, realizado pelo cineasta Silvio Tendler, no ano de 2013. O cineasta percorreu o mesmo roteiro realizado por Guimarães Rosa, entrevistando pessoas e mostrando as fazendas do percurso. Um outro registro interessante desta viagem é a entrevista realizada pela revista Cult, com o vaqueiro Zito, poeta e cozinheiro da comitiva, publicada em 2001. 

#### Com Getúlio Vargas, entre vaqueiros e vaquejadas
Em 1952, Guimarães Rosa, diplomata de carreira, esteve em Caldas do Cipó, onde, como representante do Ministério das Relações Exteriores, também conhecido como Itamaraty, organizou uma visita do presidente Getúlio Vargas à cidade e participou de uma "concentração de vaqueiros e vaquejadas". O presidente e sua comitiva foram à cidade inaugurar o Grande Hotel Caldas do Cipó e a visita foi registrada por Gustavo Castro, no texto Cartas de Guimarães Rosa a Pedro Barbosa (1934–1967), publicada no site da Revista de Estudos Humanísticos (DIACRÍTICA, Vol. 36, n.º 3, 2022, pp.82–101. DOI: doi.org/10.21814/diacritica. 5098):
Em 23 de junho (1952), convidado pelo jornalista e empresário Assis Chateaubriand, Rosa cuidou, como representante do Itamaraty, do cerimonial que receberia Getúlio Vargas na pequena cidade baiana. Getúlio viajou ao local para inaugurar o Grande Hotel Caldas do Cipó, uma estância hidromineral, que Chateaubriand decidiu construir para incrementar o turismo no agreste baiano. Na ocasião, Rosa foi encarregado de liderar a ‘guarda presidencial’, em que vaqueiros encourados marcharam em escolta ao carro presidencial. Uma exigência feita por Chateaubriand era a de que todos os presentes se vestissem de vaqueiros. Assim foi que, desde o Presidente da República, passando pelos ministros, até o chefe de cerimonial, todos foram paramentados de chapéu de couro, guarda-peito, jaleco, gibão, calças e polainas, saindo em desfile pela minúscula Caldas do Cipó. Segundo contou a Barbosa, Rosa montou um vistoso cavalo paraíbano (2)

## Leituras adicionais
- GUIMARÃES ROSA, João. Estas Estórias. São Paulo: Global Editora, 2020, p. 81-110.